# Des Moines (Washington)
Des Moines é uma cidade localizada no estado norte-americano de Washington, no Condado de King.

## Demografia
Segundo o censo norte-americano de 2000, a sua população era de 29.267 habitantes.
Em 2006, foi estimada uma população de 28.992, um decréscimo de 275 (-0.9%).

## Geografia
De acordo com o United States Census Bureau tem uma área de 16,4 km², dos quais 16,4 km² cobertos por terra e 0,0 km² cobertos por água. Des Moines localiza-se a aproximadamente 107 m acima do nível do mar.

## Localidades na vizinhança
O diagrama seguinte representa as localidades num raio de 12 km ao redor de Des Moines.